# Le Moyen Âge (revue)
Le Moyen Âge est une revue trimestrielle d'histoire médiévale fondée en 1888 par trois érudits belges (Albert Marignan, Jean Georges Platon et Maurice Wilmotte). Cette revue n'était à l'origine qu'un bulletin d'informations et de recensement destiné aux médiévistes francophones, elle a néanmoins considérablement évolué et constitue désormais une revue de référence en histoire médiévale, mais également en histoire littéraire et en philologie.

## Données générales
Depuis 1987, cette revue est éditée par De Boeck.

## Rédaction

### Rédaction actuelle
Directeur de la publication: Alain Marchandisse
Comité de direction :
- Catherine Croizy-Naquet
- Élisabeth Gaucher-Rémond
- Nadine Henrard
- Isabelle Heullant-Donat
- Laurence Mathey-Maille
- Florian Mazel
- Nicola Morato
- Jean-François Nieus
- Claude Thiry
- Pierre Toubert

Secrétariat :
- Christophe Masson
- Thibaut Radomme
- Nicolas Ruffini-Ronzani